# Johannes Konradt
Johannes Heino Werner Konradt (* 14. Februar 1995) ist ein deutscher Basketballspieler.

## Laufbahn
Konradt spielte in der Jugend des MTV Itzehoe (später in SC Itzehoe, dann in Itzehoe Eagles übergegangen). Zwischenzeitlich war er ebenfalls Mitglied der Piraten Hamburg in der Nachwuchs-Basketball-Bundesliga, spielte dort an der Seite des späteren Nationalspielers İsmet Akpınar.
Mit der Itzehoer Herrenmannschaft spielte Konradt zunächst in der 1. Regionalliga und ab 2014 in der 2. Bundesliga ProB. Mitte Februar 2019 wurde er von der Anti-Doping-Kommission des Deutschen Basketball Bundes wegen eines Verstoßes gegen die Richtlinien zu einer fünfmonatigen Sperre verurteilt. In der Saison 2020/21 errang er mit Itzehoe das Aufstiegsrecht in die 2. Bundesliga ProA. Konradt trug zu diesem Erfolg im Spieljahr 20/21 im Schnitt 9,8 Punkte je Begegnung bei, er war mit 60 Dreipunktewürfen bester Itzehoer Distanzwerfer. Er spielte anschließend aber nicht für Itzehoe, sondern für die Paderborn Baskets in der zweithöchsten deutschen Liga.
Im Sommer 2023 wechselte er zum Drittligisten Iserlohn Kangaroos.